# Урочище «Рим» (заказник)
Урочище «Рим» — гідрологічний заказник місцевого значення в Україні. Розташований у межах Варвинської селищної громади Прилуцького району Чернігівської області, на західн від с. Брагинці. 
Площа - 97 га. Статус присвоєно згідно з рішенням Чернігівського облвиконкому від 24.12.1979 року. № 561. 
Охороняється низинне болото з типовими видами болотної рослинності біля витоків річки Глинна. Тут зростають лепешняк великий, очеретянка звичайна, плакун верболистий, омег водяний, цикута отруйна, хвощ річковий, щавель прибережний. Заказник має велике водоохоронне значення для прилеглих територій та є місцем гніздування птахів.